# Elektrizitäts-AG vormals W. Lahmeyer & Co.
Die Elektrizitäts-AG vormals W. Lahmeyer & Co. (EAG) war ein Unternehmen der Elektroindustrie mit Sitz in Frankfurt am Main.

## Geschichte

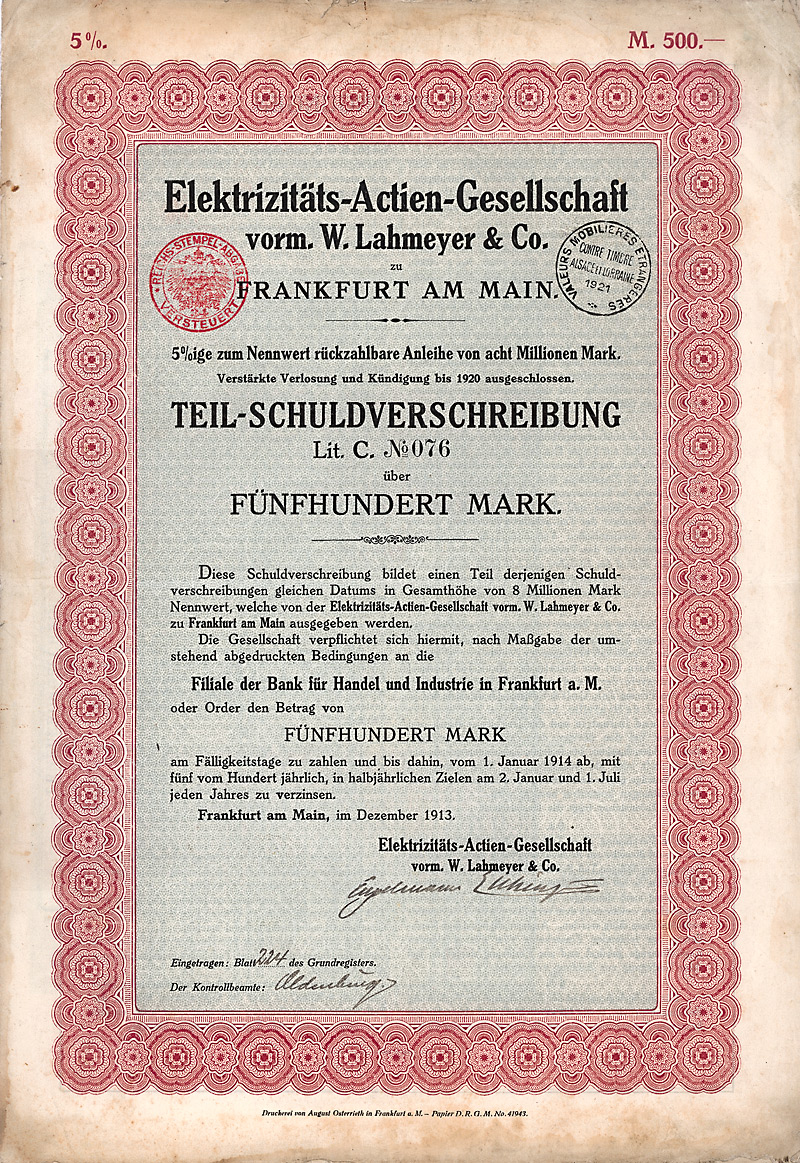
Teilschuldverschreibung über 500 Mark der Elektrizitäts-AG vorm. W. Lahmeyer & Co vom Dezember 1913

Die EAG entstand am 1. April 1893 aus der Fusion der 1890 gegründeten Ingenieurfirma Wilhelm Lahmeyer & Co. mit der Actiengesellschaft für Bau und Betrieb elektrischer Anlagen in Frankfurt am Main. Sie befasste sich mit allen Zweigen der Elektrizitätswirtschaft. Dazu gehörte im 19. Jahrhundert auch der Bau und Betrieb von Elektrizitätswerken und Straßenbahnen.
Im benachbarten Bad Homburg vor der Höhe errichtete die EAG 1897 ein Dampfkraftwerk und gründete dafür eine eigene Aktiengesellschaft. Diese betrieb vom 26. Juli 1899 bis zum 31. Juli 1935 auch die elektrische Straßenbahn, die ab 1910 mit dem Netz der Frankfurter Straßenbahnen verbunden war. Das Bindeglied war die Frankfurter Lokalbahn AG (FLAG), deren Aktien die EAG nach und nach zu 100 % erworben hatte.
Im Bereich des Verkehrswesens beteiligte sich die EAG bis zum Beginn des Ersten Weltkriegs 1914 noch maßgeblich an folgenden Unternehmen:
- Thüringer Elektricitäts-Lieferungs-Gesellschaft AG (mit Straßenbahn Gotha)
- Straßenbahn Guben GmbH
- Hirschberger Thalbahn AG
- Mülheimer Kleinbahnen AG
- E-Werk und Straßenbahn Tilsit AG
- Straßenbahn Kiew – Swiatoschin

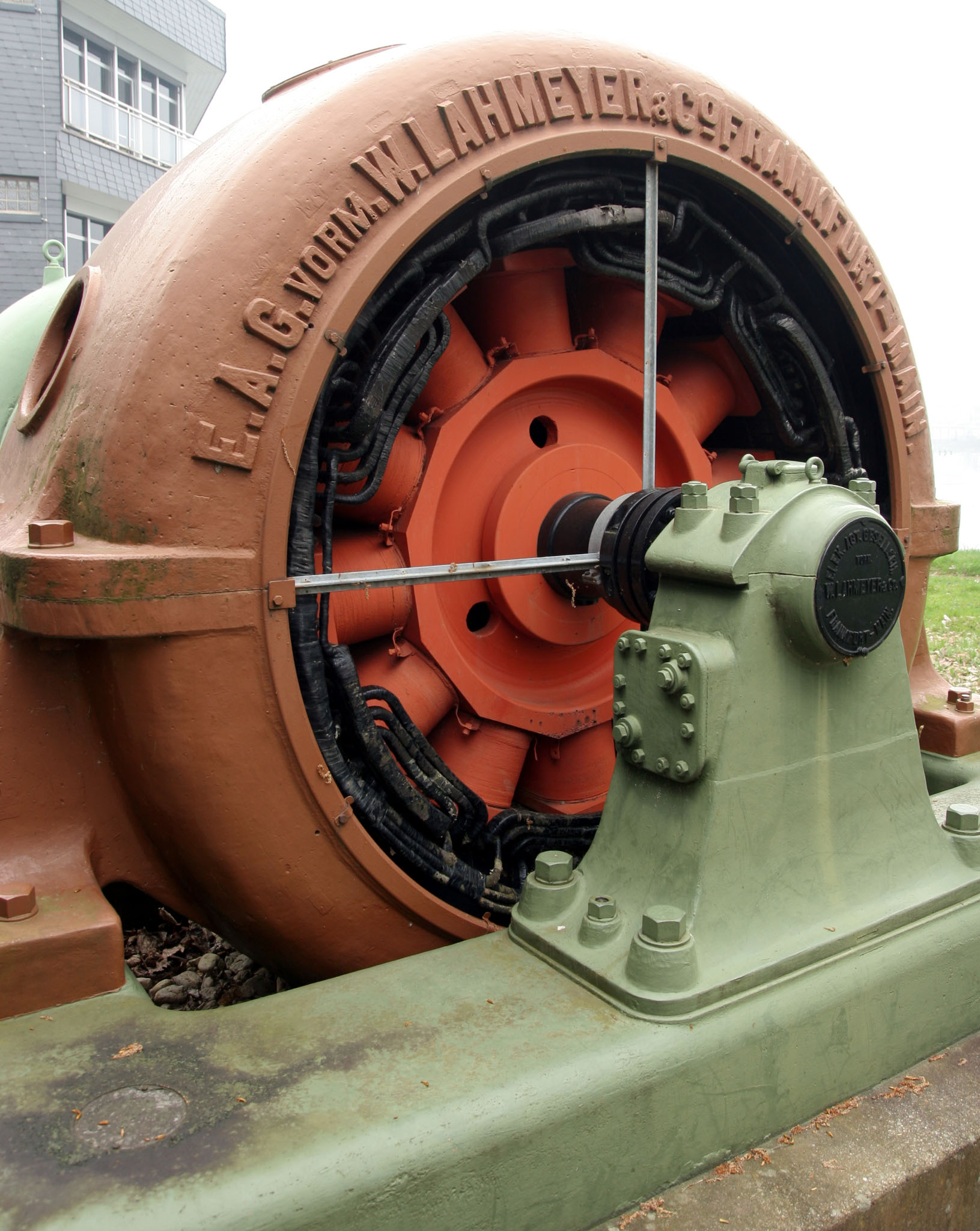
Elektrischer Generator der EAG; ehemals installiert im Kraftwerk Heimbach

Ihr wirtschaftlicher Erfolg ermöglichte es der EAG, am 25. April 1898 die heutige RWE zu gründen. Nach wenigen Jahren verkaufte Lahmeyer aber bereits 1902 das junge Unternehmen an Stinnes und Thyssen. RWE gedieh unter deren Führung prächtig, 1923 wurde die ehemalige Tochtergesellschaft umgekehrt Mehrheitsaktionär der EAG.
Im Jahr 1969 firmierte die EAG um in Lahmeyer AG. Nach der Fusion mit der AG für Energiewirtschaft in Mannheim nannte sie sich ab 1987 dann Lahmeyer AG für Energiewirtschaft und hatte von 1992 bis 1997 ihren Hauptsitz in Bad Homburg. 1997 vereinigte sie sich mit der RWE-Tochter Rheinelektra und firmierte wieder als Lahmeyer AG mit Sitz in Frankfurt am Main. Damit war ein Unternehmen mit 8,2 Milliarden DM Umsatz entstanden, das aber kein operatives Geschäft führte, sondern eine reine Holding-Gesellschaft war.
Im Jahr 2000 verschmolz die Lahmeyer AG endgültig mit ihrer Muttergesellschaft RWE, und die Firma Lahmeyer AG erlosch. Durch die vollständige Eingliederung gingen auch Lahmeyers Industriebeteiligungen in den direkten Besitz der RWE über. Hierzu zählte u. a. eine Beteiligung von über 56 % an der Heidelberger Druckmaschinen AG, die selbst über die Fusion mit Rheinelektra auf Lahmeyer übergegangen war. Der Name Lahmeyer wird heute nur noch von der ehemaligen Tochter Lahmeyer International weitergeführt.
Die aus dem Elektrizitätswerk Bad Homburg AG hervorgegangene hundertprozentige Lahmeyer-Tochter AG für Energiewirtschaft, die die Städte Bad Homburg und Oberursel mit Strom versorgte, vereinigte sich 2001 mit fünf weiteren Unternehmungen zur Süwag Energie AG in Frankfurt am Main.
Unter dem Markennamen Lahmeyer Compactstation vertreibt der Hersteller SGB-SMIT heute noch Trafostationen. Der Name geht zurück auf das Werk in Mechernich, wo die EAG 1947 eine Reparaturwerkstatt für Transformatoren übernommen und später zu einer Fabrik für Trafostationen ausgebaut hatte.
Ein betriebsfähiger elektrischer Generator von Felten & Guilleaume-Lahmeyerwerke AG, Frankfurt am Main befindet sich im Technoseum in Mannheim, er wird von einer Kolbendampfmaschine angetrieben.

## Denkmalschutz
Das Elektrizitätswerk Bockenheim steht unter Denkmalschutz.

## Persönlichkeiten
- Wilhelm Lahmeyer (1859–1907), Begründer der Wilhelm Lahmeyer & Co. KG
- Bernhard Salomon (1855–1942), 1900 bis 1933 Generaldirektor der EAG
- Carl Schmidt-Polex (1853–1919), Mitgründer und Mitglied des Aufsichtsrats der EAG
- Richard Arendt (1878–nach 1944), Direktor und Vorstandsmitglied der EAG ab 1920